# 桑迪·奥利塞赫
桑迪·奥利塞赫（Sunday Ogochukwu Oliseh，1974年9月14日—）是尼日利亞的著名已退役足球運動員及足球教練。他曾代表國奧隊參加1996年夏季奧林匹克運動會，獲得金牌。

## 榮譽
阿積士
- 荷蘭甲組足球聯賽: 1997–98
- 荷蘭盃: 1997–98, 1998–99

祖雲達斯
- 歐洲足協圖圖盃: 1999[3]

'多蒙特
- 德國甲組足球聯賽: 2001–02
- 歐洲足協歐霸盃 亞軍: 2001–02

尼日利亞U23
- 夏季奧林匹克運動會: 1996

尼日利亞
- 非洲國家盃: 1994
- 非亞國家盃: 1995

## 外部連結
- fussballdaten.de：桑迪·奥利塞赫之統計數據 （德文）